# Osman 1.
Osman I (født 1258, død 21. august 1326) (osmannisk-tyrkisk عُثمَان ʿUthmān) arvede titlen bey (høvding) for landsbyen Söğüt fra sin far, Ertugrul, der døde i 1281. Osman anses som grundlægger af Osmannerriget, og det er efter ham, at rigets indbyggere kaldte sig osmanner. Den betegnelse forsvandt efter Osmannerrigets sammenbrud i det 20. århundrede og stiftelsen af Tyrkiet.
Osmans far, Ertugrul, anså sig som vasal og løjtnant for sultanen af Icomium. Osman førte krig og sikrede sig territorier som selvstændig hersker, da den sidste Aladdin døde i 1307.
Osman sejrede 1301–1303 over den tyrkiske stamme Eskenderum. Han havde allerede i 1299 erklæret landet selvstændigt fra det Seljukiske Rige.
Da det byzantiske fort ved Yenişehir faldt, var tyrkerne klar til at belejre byen Proussa, (nu Bursa) og Nikæa, (nu Iznik). Osman I døde i 1326, året for Bursas fald. Efter sin død fik han titlen ghāzī ("kriger af troen") af sine efterfølgere. Når en ny sultan blev kronet, råbte folk "Må han blive lige så stor som Osman".
1. ↑  Navnet er anført på engelsk og stammer fra Wikidata hvor navnet endnu ikke findes på dansk.